# Catalinas (Michoacán)
Catalinas es una localidad del estado mexicano de Michoacán. Es parte del municipio de Buenavista. Fue fundada el 28 de noviembre de 1909.

## Demografía
| Gráfica de evolución demográfica |
|                                  |

| Censo | Población |
| ----- | --------- |
| 1910  | 23        |
| 1921  | 17        |
| 1930  | 15        |
| 1940  | 8         |
| 1950  | 8         |
| 1960  | 179       |
| 1970  | 1 395     |
| 1980  | 1 627     |
| 1990  | 2 093     |
| 2000  | 2 188     |
| 2010  | 2 840     |
| 2020  | 3 487     |